# I Survived You
I Survived You is de derde single van Natalia's derde studioalbum Everything & More. Het nummer werd vanaf 22 februari 2008 uitgebracht op download en een bijpassende videoclip is te vinden op Natalia's private Channel op "YouTube".

## Hitnotering
| "I Survived You" in de Vlaamse Ultratop 50 - binnen: 05-04-2008 | "I Survived You" in de Vlaamse Ultratop 50 - binnen: 05-04-2008 | "I Survived You" in de Vlaamse Ultratop 50 - binnen: 05-04-2008 | "I Survived You" in de Vlaamse Ultratop 50 - binnen: 05-04-2008 | "I Survived You" in de Vlaamse Ultratop 50 - binnen: 05-04-2008 | "I Survived You" in de Vlaamse Ultratop 50 - binnen: 05-04-2008 | "I Survived You" in de Vlaamse Ultratop 50 - binnen: 05-04-2008 | "I Survived You" in de Vlaamse Ultratop 50 - binnen: 05-04-2008 | "I Survived You" in de Vlaamse Ultratop 50 - binnen: 05-04-2008 | "I Survived You" in de Vlaamse Ultratop 50 - binnen: 05-04-2008 | "I Survived You" in de Vlaamse Ultratop 50 - binnen: 05-04-2008 | "I Survived You" in de Vlaamse Ultratop 50 - binnen: 05-04-2008 | "I Survived You" in de Vlaamse Ultratop 50 - binnen: 05-04-2008 |
| Week                                                            | 01                                                              | 02                                                              | 03                                                              | 04                                                              | 05                                                              | 06                                                              | 07                                                              | 08                                                              | 09                                                              | 10                                                              | 11                                                              |                                                                 |
| --------------------------------------------------------------- | --------------------------------------------------------------- | --------------------------------------------------------------- | --------------------------------------------------------------- | --------------------------------------------------------------- | --------------------------------------------------------------- | --------------------------------------------------------------- | --------------------------------------------------------------- | --------------------------------------------------------------- | --------------------------------------------------------------- | --------------------------------------------------------------- | --------------------------------------------------------------- | --------------------------------------------------------------- |
| Nummer                                                          | 49                                                              | 45                                                              | 48                                                              | 40                                                              | 38                                                              | 44                                                              | 26                                                              | 43                                                              | 39                                                              | 46                                                              | 49                                                              | uit                                                             |